# Джолиби
„Джолиби“ (на английски: Jollibee) е филипинска верига ресторанти за бързо хранене, собственост на Jollibee Foods Corporation, мултинационална компания със седалище в Пасиг. Компанията е основана на 10 януари 1978 г. от предприемача Тони Тан Кактионг, тя е водещият ресторант за бързо хранене във Филипините и най-бързо развиващите се ресторанти в света.

## История
През 1975 г. Тони Тан Кактионг и семейството му отварят магазин за сладолед Magnolia в Кубао, Кесон Сити. По-късно магазинът започва да предлага топли ястия и сандвичи по желание на клиента. Когато хранителните продукти стават по-популярни от сладоледа, семейството решава да преустрои магазина за сладолед в ресторант за бързо хранене, който става първият магазин на Джолиби през 1978 г.

## Продукти
Джолиби предлага повлияни от САЩ продукти за бързо хранене и обикновени филипински ястия. Сред най-продаваните в заведението са Yumburger, домашният хамбургер, представен за първи път през първите дни на работа; Chickenjoy, пържено пилешко ястие, представено през 80-те години на XX век, с обикновени и пикантни версии и Jolly Spaghetti, сладки филипински спагети, които включват телешки сос с парчета хотдог и шунка. През 1995 г. Джолиби въвежда в менюто си Burger Steak. В своите международни локации Jollibee предлага и локализирани продукти, като пиле чили във Виетнам и наси лемак в Бруней. Джолиби обслужва продукти на „Кока-Кола“ в Лузон и Висая и продукти на „Пепси“ в Минданао и задграничните му пазари.